# (200024) 2007 OO7
(200024) 2007 OO7 es un asteroide que forma parte de los asteroides troyanos de Júpiter, descubierto el 25 de julio de 2007 por el equipo del Observatorio Chante–Perdrix Dauban desde el Observatorio Chante–Perdrix Dauban, Dauban, Francia.

## Designación y nombre
Designado provisionalmente como 2007 OO7.

## Características orbitales
2007 OO7 está situado a una distancia media del Sol de 5,294 ua, pudiendo alejarse hasta 5,745 ua y acercarse hasta 4,843 ua. Su excentricidad es 0,085 y la inclinación orbital 6,997 grados. Emplea 4449,75 días en completar una órbita alrededor del Sol.

## Características físicas
La magnitud absoluta de 2007 OO7 es 12,9. Tiene 13,808 km de diámetro y su albedo se estima en 0,077. Está asignado al tipo espectral.